# Bragging Rights 2009
Bragging Rights 2009 è stata la prima edizione dell'omonimo evento in pay-per-view prodotto annualmente dalla WWE. L'evento si è svolto il 25 ottobre 2009 alla Mellon Arena di Pittsburgh.

## Storyline
Bragging Rights si basa sul mettere contro con vari match i due roster quello di SmackDown e quello di Raw, uno dei match più importanti è la guerra tra i due roster ovvero un 7 vs 7 ad eliminazione dove chi vincera porterà a casa il Bragging Rights Trophy (una coppa). Il 12 ottobre a Raw, Chris Jericho annuncia che lui e Kane saranno i capitani del Team SmackDown e Shawn Michaels e Triple H saranno i capitani del Team Raw. Si sono svolti i match di qualificazione per il Team Raw: Big Show sconfigge il suo compagno di tag team Chris Jericho, Cody Rhodes sconfigge Ted DiBiase e John Cena in un Triple Threat match, Jack Swagger sconfigge Montel Vontavious Porter, Kofi Kingston sconfigge Evan Bourne e Mark Henry sconfigge Chris Masters il 15 ottobre a Superstars. La notte successiva, a SmackDown!, si svolgono i match di qualificazione per il Team SmackDown: Dolph Ziggler sconfigge Mike Knox e Finlay in un Triple Threat match, i Cryme Tyme sconfiggono la Hart Dynasty (David Hart Smith e Tyson Kidd), Eric Escobar sconfigge Matt Hardy e Drew McIntyre sconfigge R-Truth. Il 23 ottobre a SmackDown, Kane e Jericho indicono un 4-on-5 handicap match e il team vincente farà parte del Team SmackDown, a scontrarsi sono Dolph Ziggler, JTG, Eric Escobar e Drew McIntyre contro Finlay, The Hart Dynasty, Matt Hardy e R-Truth. A vincere è quest'ultimo team, che di fatto farà parte del Team SmackDown a Bragging Rights.

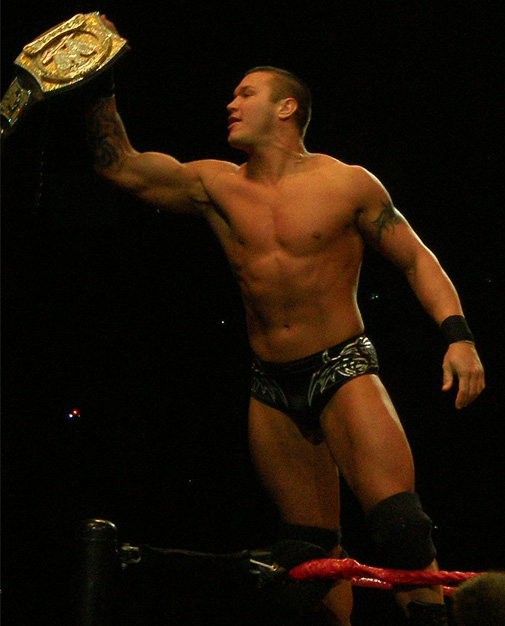
Randy Orton perse il WWE Championship contro John Cena in un 60-Minute Iron Man Match

La faida principale del roster di Raw è quella tra Randy Orton e John Cena per il WWE Championship. A SummerSlam, Orton mantiene il titolo battendo Cena; il mese successivo, a Breaking Point, Cena sconfigge Orton in un I Quit match diventando campione WWE, ma ad Hell in a Cell Orton sconfigge di nuovo Cena riconquistando il WWE Championship in un Hell in a Cell match. La sera successiva a Raw, Cena sfida Orton un'ultima volta in un 60-minute Iron Man match per il titolo a Bragging Rights. Orton accetta la sfida a una condizione, se Cena perderà allora se ne andrà via dal roster di Raw.
A SummerSlam, The Undertaker torna a sorpresa stendendo CM Punk (che aveva da poco conquistato il titolo dei pesi massimi sconfiggendo Jeff Hardy in un Tables, Ladders, and Chairs match) con una chokeslam sul ring. A Breaking Point, Punk riesce a sconfiggere Undertaker in un Submission match mantenendo il titolo in modo controverso, nella stessa maniera del Montréal Screwjob. Nel pay-per-view Hell in a Cell, il Phenom sconfigge Punk conquistando il World Heavyweight Championship in un Hell in a Cell match. Nell'edizione di SmackDown del 9 ottobre, il chairman Vince McMahon comunica a The Undertaker che difenderà il titolo di campione del mondo dei pesi massimi contro CM Punk, Rey Mysterio e Batista in un Fatal 4-Way match a Bragging Rights.
Durante il draft, The Miz viene selezionato nel roster di Raw e Morrison in quello di SmackDown e Miz attacca Morrison decretando la fine del loro team. I due ebbero grandi successi in carriera singola, Morrison riuscì a diventare campione intercontinental sconfiggendo Mysterio nel mese di settembre, Miz batté Kofi Kingston il 5 ottobre a Raw diventando il nuovo campione degli stati uniti. Nell'edizione di Raw del 12 ottobre, lo United States Champion The Miz annuncia di voler affrontare l'Intercontinental Champion John Morrison a Bragging Rights.

## Risultati
| #    | Incontri | Stipulazioni                                               | Durata  |
| ---- | --- | ---------------------------------------------------------- | ------- |
| Dark | Christian (c) ha sconfitto Paul Burchill | Single match per l'ECW Championship                        | —       |
| 1    | The Miz ha sconfitto John Morrison | Single match                                               | 10:54   |
| 2    | Beth Phoenix, Michelle McCool e Natalya hanno sconfitto Gail Kim, Kelly Kelly e Melina | Six-woman tag team match                                   | 6:54    |
| 3    | The Undertaker (c) ha sconfitto Batista, CM Punk e Rey Mysterio | Fatal four-way match per il World Heavyweight Championship | 9:55    |
| 4    | Team SmackDown (Chris Jericho, David Hart Smith, Finlay, Kane, Matt Hardy, R-Truth e Tyson Kidd) ha sconfitto Team Raw (Big Show, Cody Rhodes, Jack Swagger, Kofi Kingston, Mark Henry, Shawn Michaels e Triple H) | Seven-on-seven tag team match                              | 15:34   |
| 5    | John Cena ha sconfitto Randy Orton (c) per 6-5 | Anything goes iron man match per il WWE Championship       | 1:00:00 |

### Iron Man match
| Punteggio | Vincitore/i del punto   | Metodo di vittoria                                                 | Tempo |
| --------- | ----------------------- | ------------------------------------------------------------------ | ----- |
| 1-0       | John Cena               | STF                                                                | 03:55 |
| 1-1       | Randy Orton             | RKO                                                                | 09:00 |
| 2-2       | John Cena e Randy Orton | Doppio schienamento                                                | 17:00 |
| 3-2       | John Cena               | Attitude Adjustment                                                | 19:40 |
| 3-3       | Randy Orton             | Dream Street di Ted DiBiase                                        | 20:55 |
| 3-4       | Randy Orton             | Roll-up dopo aver lanciato Cena attraverso un pannello dello stage | 25:35 |
| 4-4       | John Cena               | Roll-up                                                            | 33:00 |
| 4-5       | Randy Orton             | Hangman DDT sul cemento                                            | 35:20 |
| 5-5       | John Cena               | Attitude Adjustment attraverso un tavolo dei commentatori          | 51:00 |
| 6-5       | John Cena               | STF                                                                | 59:54 |